# Izobutiraldehid
Izobutiraldehid je hemijsko jedinjenje sa formulom . On je aldehid, koji je izomeran sa n-butiraldehidom (butanalom). Izobutiraldehid se često proizvodi kao nusproizvid putem hidroformilacije propena. Njegov miris podseća na vlažne žitarice ili slamu.

## Sinteza
Izobutiraldehid se industrijski proizvodi hidrofomilacijom propena. Nekoliko miliona tona se proizvede godišnje.
Jake mineralne kiseline katalizuju preuređenje metalil alkohola do izobutiraldehida.